# 和田繁二郎
和田 繁二郎（わだ しげじろう、1913年（大正2年）2月26日 - 1999年（平成11年）7月16日）は、日本近代文学研究者、歌人。

## 経歴
京都府京都市生まれ。立命館大学法文学部国文学科卒。立命館中学校教諭、立命館大学予科教授、1949年（昭和24年）立命館大学助教授、1956年（昭和31年）同大学教授。1976年「近代文学創成期の研究 リアリズムの生成」で立命館大文学博士。1979年退任、名誉教授、大谷女子大学教授。1983年退職。1985年、勲三等瑞宝章受章。1999年、肝臓癌のため死去。
歌誌『ポトナム』同人。筆名・周三。小泉苳三に師事。門下に上田博など。

## 著書
- 『徒然草評解』白揚社、1948
- 『近代日本文学史』法律文化社、1954
- 『芥川竜之介』創元社、日本文学新書、1956
- 『微粒 歌集』和田周三 ポトナム叢書 1956
- 『日本文学史・近代と現代』法律文化社、1963
- 『近代文学創成期の研究 リアリズムの生成』桜楓社、1973
- 『案外堂小室信介の文学』和泉書院、1985
- 『近代文学の知識人像』編著、ミネルヴァ書房、1985
- 『明治前期女流作品論 樋口一葉とその前後』桜楓社、1989

### 記念論集
- 『日本文学 伝統と近代 和田繁二郎博士古稀記念』和泉書院、1983

## 参考
- 和田繁二郎教授略歴 著書・論文目録 (和田繁二郎教授退職記念論集) 立命館文學、1979
- 『文藝年鑑1992』